# Jona
Sveti Jona (hebr.: יוֹנָה, Standarno Yona Tiberian jon'ɔh ; arapski: يونس, Yunus ili يونان, Yunaan ; latinski Ionas ; "Dove"), starozavjetni prorok koji je tri dana i noći boravio u ribi. 
Jona je bio prorok koji je dobio od Boga zapovijed da ide u Ninivu, ali Jona nije želio u Ninivu i bježao je brodom u Tarsis. Bog je podignuo veliku oluju i mornari su po Joninoj zapovjedi bacili Jonu u more te je Jona mislio da se time oslobodio zadatka. Bog je poslao ribu koja je progutala Jonu i držala ga u svome tijelu 3 dana i 3 noći. Jona je u ribi tražio oprost. Bog mu je oprostio i zapovjedio ribi da ga izbaci na kopno. Nakon što ga je riba izbacila, Jona je krenuo u Ninivu i propovijedao. Ninivljanima je rečeno da su bili toliko zlobni da će Bog uništiti taj grad za 40 dana, a ta vijest je doprla do kralja Ninive. On je razderao svoje haljine i pokajao se, a pokajali su se i 120 000 stanovnika Ninive. Bog im je oprostio i nije uništio grad.

## Unutarnje poveznice
- Jona (knjiga)